# Linealització
En matemàtiques i les seves aplicacions, la linealització es refereix al procés de trobar l'aproximació lineal a una funció en un punt donat. En l'estudi dels sistemes dinàmics, la linealització és un mètode per estudiar l'estabilitat local d'un punt d'equilibri d'un sistema d'equacions diferencials no lineals. Aquest mètode es fa servir en camps tals com l'enginyeria, la física, l'economia, i l'ecologia.

## Linealització d'una funció
El resultat de la linealització d'una funció és una funció lineal que normalment es fa servir amb finalitats de càlcul. La linealització és un mètode eficaç que es fa servir per a aproximar el resultat d'una funció en un punt qualsevol {\displaystyle x=a} a partir del pendent i del valor de la funció {\displaystyle y=f(x)} al punt {\displaystyle x=b}, sempre que f(x) sigui derivable a {\displaystyle [a,b]} (o a {\displaystyle [b,a]})i que {\displaystyle a} sigui proper a {\displaystyle b}. En resum, la linealització aproxima el resultat de la funció a prop del punt {\displaystyle x=a}.
Per exemple, es pot saber que {\displaystyle {\sqrt {4}}=2}. Però, sense calculadora, quina hauria de ser una bona aproximació de {\displaystyle {\sqrt {4,001}}={\sqrt {4+0,001}}}?
Per a qualsevol funció donada {\displaystyle y=f(x)}, {\displaystyle f(x)} es pot aproximar si és propera a un punt on és derivable i coneguda. El requisit més bàsic és que, si {\displaystyle L_{a}(x)} és la linealització de f(x) a x = a, {\displaystyle L(a)=f(a)}. L'equació lineal d'una equació qualsevol és una recta, donat un punt {\displaystyle (H,K)} i el pendent {\displaystyle M}. La fórmula general d'aquesta equació és: {\displaystyle y-K=M(x-H)}.
Fent servir el punt {\displaystyle (a,f(a))}, {\displaystyle L_{a}(x)} esdevé {\displaystyle y=f(a)+M(x-a)}. Com que les funcions derivables són localment lineals, el millor pendent per a substituir en l'equació, ha de ser el pendent de la línia tangent a {\displaystyle f(x)} a {\displaystyle x=a}.
Mentre el concepte de linealitat local s'aplica principalment a punts arbitràriament propers a {\displaystyle x=a}, aquest concepte de relativament proper funciona relativament bé per a aproximacions lineals. Després de tot, una linealització és només una aproximació. El pendent {\displaystyle M} ha de ser, més exactament, el pendent de la recta tangent a {\displaystyle x=a}.

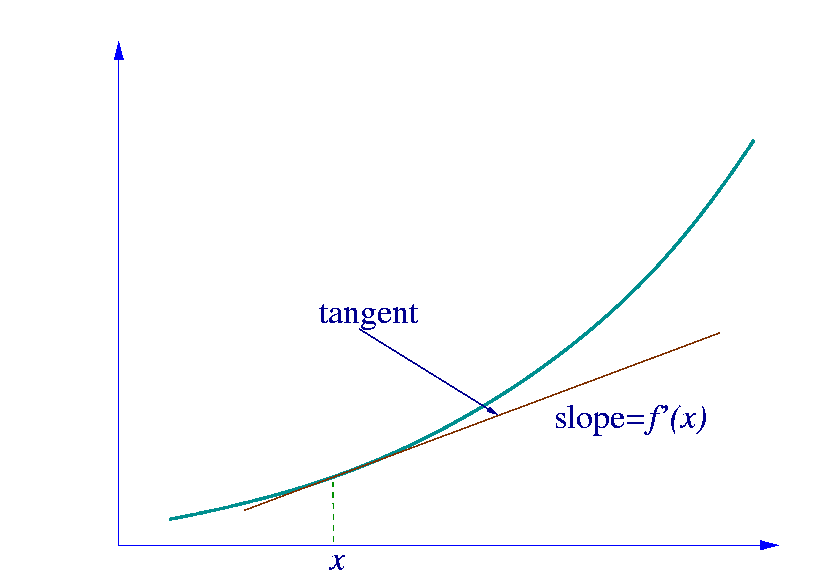
Una aproximació de f(x) a (x, f(x))

Visualment, la figura mostra la recta tangent a {\displaystyle f(x)} en x. A {\displaystyle f(x+h)}, on {\displaystyle h} qualsevol valor petit, positiu o negatiu, f(x+h) és molt proper al valor de la recta tangent al punt {\displaystyle (x+h,L(x+h))}.
L'equació per a la linealització d'una funció a {\displaystyle x=a} és:
{\displaystyle y=f(a)+f'(a)(x-a)\,}
Per {\displaystyle x=a}, {\displaystyle f(a)} és {\displaystyle f(x)} a {\displaystyle a}. La derivada de {\displaystyle f(x)} és {\displaystyle f'(x)}, i el pendent de {\displaystyle f(x)} a {\displaystyle a} és {\displaystyle f'(a)}.

## Exemple
Per trobar {\displaystyle {\sqrt {4,001}}}, es pot fer servir el fet que {\displaystyle {\sqrt {4}}=2}. La linealització de {\displaystyle f(x)={\sqrt {x}}} a {\displaystyle x=a} és {\displaystyle y={\sqrt {a}}+{\frac {1}{2{\sqrt {a}}}}(x-a)}, perquè la funció {\displaystyle f'(x)={\frac {1}{2{\sqrt {x}}}}} defineix el pendent de la funció {\displaystyle f(x)={\sqrt {x}}} a {\displaystyle x}. Fent {\displaystyle a=4}, la linealització a 4 és {\displaystyle y=2+{\frac {x-4}{4}}}. En aquest cas {\displaystyle x=4.001}, per tant {\displaystyle {\sqrt {4,001}}} és aproximadament {\displaystyle 2+{\frac {4,001-4}{4}}=2,00025}. El valor exacte és proper a 2,00024998, per tant l'aproximació donada per la linealització és extraordinàriament exacta.

## Aplicacions de la linealització
La linealització permet fer servir eines desenvolupades per l'estudi de sistemes lineals en l'estudi del comportament de sistemes no lineals entorn d'un punt donat. La linealització d'una funció és el terme de primer ordre del desenvolupament den sèrie de Taylor entorn del punt d'interès. Per a sistemes definits per l'equació
{\displaystyle {\frac {d\mathbf {x} }{dt}}=\mathbf {F} (\mathbf {x} ,t)},
el sistema linealitzat es pot escriure com
{\displaystyle {\frac {d\mathbf {x} }{dt}}=D\mathbf {F} (\mathbf {x_{0}} ,t)\cdot (\mathbf {x} -\mathbf {x_{0}} )}
on {\displaystyle \mathbf {x_{0}} } és el punt d'interès i {\displaystyle D\mathbf {F} (\mathbf {x_{0}} )} és el Jacobià de {\displaystyle \mathbf {F} (\mathbf {x} )} avaluat a {\displaystyle \mathbf {x_{0}} }.
En anàlisis d'estabilitat, es poden fer servir els valors propis del jacobià avaluat al punt d'equilibri per a determinar la natura de l'equilibri si tots els valors propis són positius, l'equilibri és inestable; si són tots negatius, l'equilibri és estable; i si els valors són de signes mixtes, l'equilibri és un punt de sella. Qualsevol valor propi complex apareixerà en un parell de complexos conjugats (ja que els valors propis són les arrels del polinomi anul·lador que té coeficients reals) i indicarà un equilibri espiral (o circular si els components reals són zero entorn l'equilibri).